# Syrmaticus reevesii
Il fagiano venerato (Syrmaticus reevesii (J. E. Gray, 1829)) è un uccello della famiglia dei Fasianidi endemico della Cina settentrionale e centrale. Il nome scientifico gli fu attribuito in onore al naturalista e uomo d'affari John Reeves (1774-1856), al quale si deve, fra le altre cose, l'importazione in Occidente di un certo numero di piante da giardino.

## Descrizione

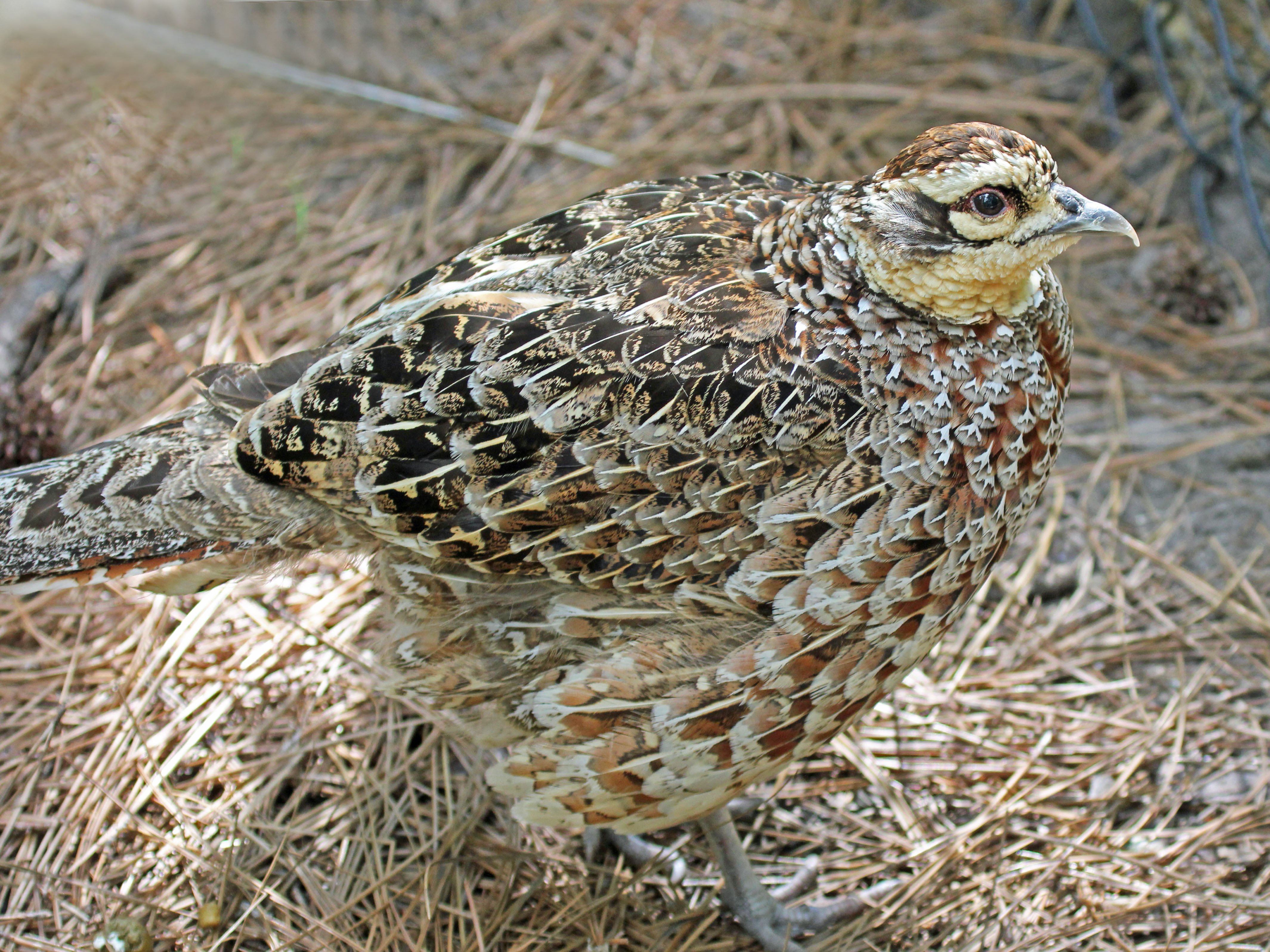
Femmina di fagiano venerato.

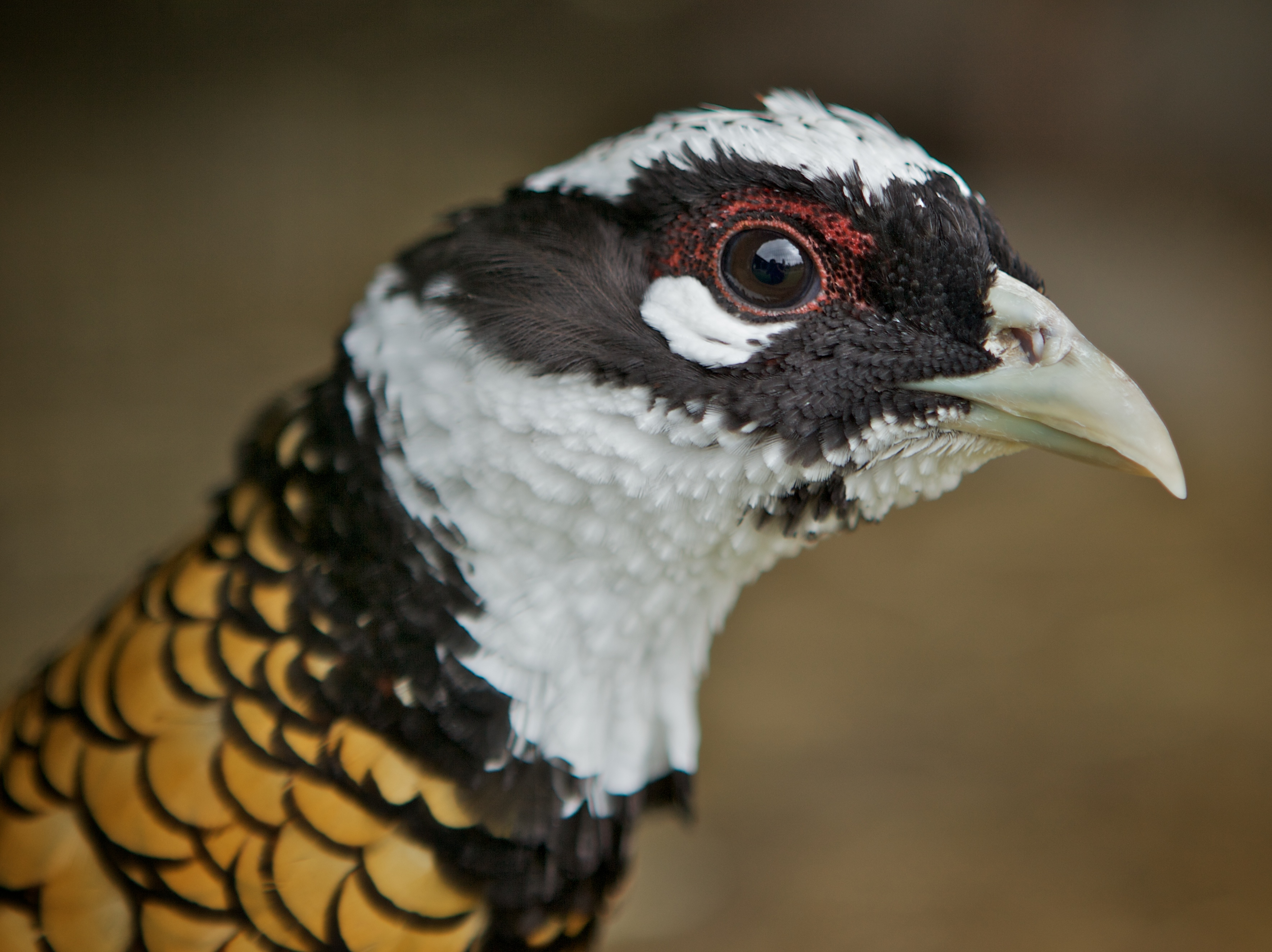
Primo piano del maschio.

### Dimensioni
Il maschio misura 150–220 cm di lunghezza, dei quali 110-180 spettanti alla coda, per un peso di 1000-1700 g. La femmina, molto più piccola, misura 70–80 cm di lunghezza, dei quali 35-45 spettanti alla coda, per un peso di 900-1100 g. Ha un'apertura alare compresa tra i 70 e i 90 cm.

### Aspetto
La specie è nota soprattutto per il fatto che i maschi detengono il primato per la lunghezza della coda, che in alcuni casi può superare i 2 metri. Inoltre, meravigliosi risultano i contrasti tra il bianco, il giallo oro, il fulvo-rossiccio e il nero della livrea. La testa, prevalentemente bianca, è caratterizzata da una larga banda nera che la cinge quasi interamente e si divide a livello degli anelli oculari quasi a formare una vistosa maschera. Sopra gli occhi è presente una piccola zona allungata di pelle nuda rossa; il collo è cinto da un collare di piume nere che, alternandosi al bianco del capo, formano anelli concentrici ben delineati, mentre le parti superiori del corpo sono giallo ocra con gli apici delle piume orlate di nero. Le copritrici delle ali sono bianche e orlate più o meno intensamente di nero; i fianchi si presentano fulvo-rossicci con variegature bianche e nere, mentre il ventre e il sottocoda sono neri. Di norma la coda è composta da 18 penne, con timoniere centrali di notevole lunghezza che si presentano biancastre e attraversate da barrature nere, mentre le rimanenti sono di colore fulvo-rossiccio con barrature anch'esse nere, ma meno marcate. Il becco è verdastro-avorio, gli occhi sono scuri e le zampe, con tarsi dotati di speroni, sono color grigio chiaro.
Nella femmina il disegno della livrea è molto simile a quello del maschio, seppur con colori diversi e marcature meno evidenti. In genere le tonalità predominanti vanno dal fulvo-rossiccio al fulvo chiaro con variegature giallastre più o meno intense; la coda, anch'essa con 18 penne di colore marrone chiaro, è caratterizzata da barrature marrone scuro-beige e di solito è leggermente più lunga del resto del corpo.
Il sesso dei giovani può essere determinato verso i due-tre mesi di età, quando i maschi, oltre alla striscia composta da corte piume nere vicino agli anelli oculari, iniziano a sviluppare delle bordature gialle sulle piume di collo e groppone, completando la livrea adulta entro il primo anno di vita.

## Biologia

### Comportamento

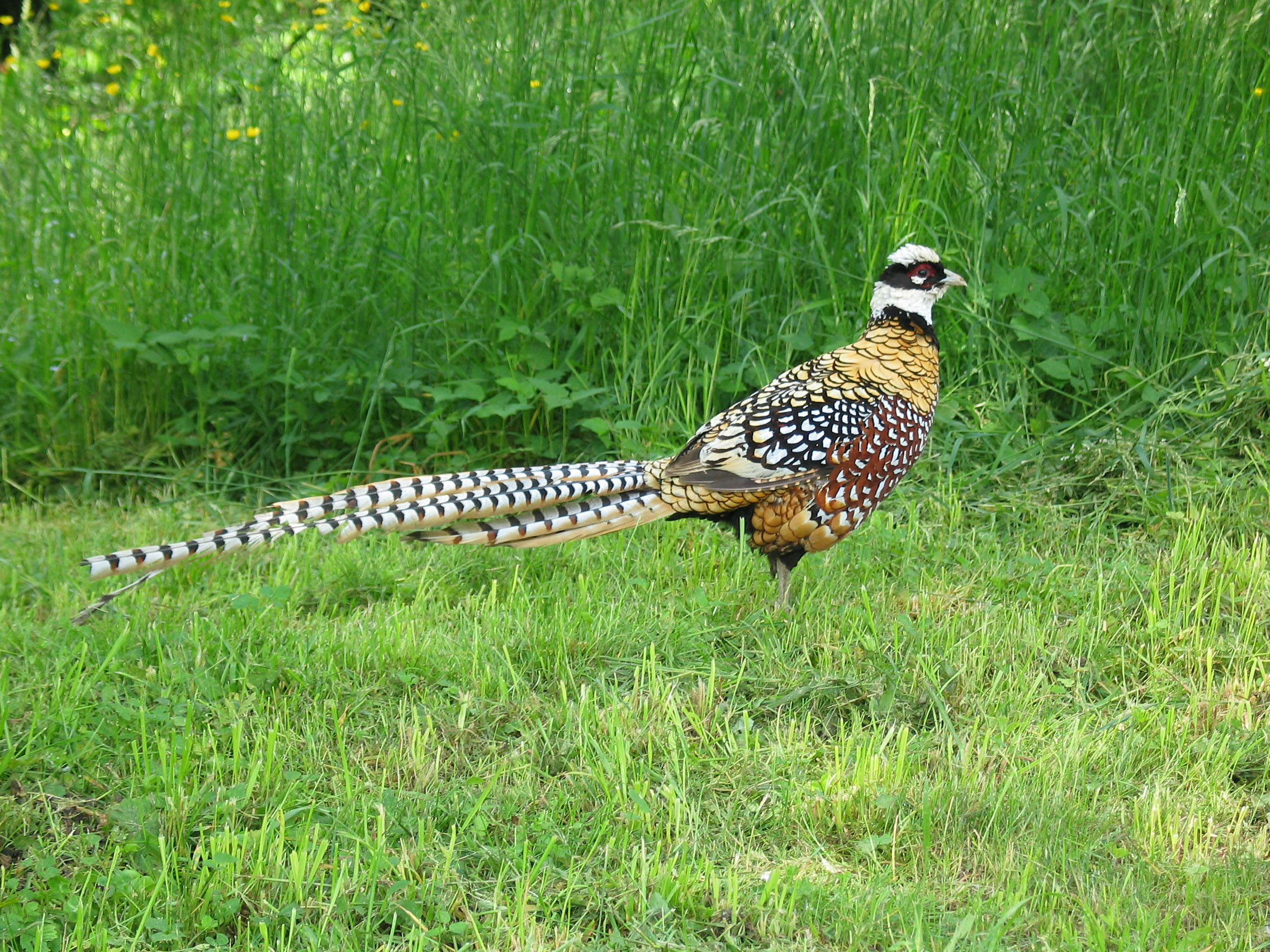
Un maschio.

Le ricerche sul campo di Wu et al. (2004) hanno dimostrato che il fagiano venerato è una specie molto territoriale: i maschi rimangono fedeli al proprio territorio non solamente da una stagione all'altra, ma anche da un anno all'altro. Il territorio che ciascun esemplare percorre annualmente misura circa 25 ettari, dei quali poco più di 4 ettari (il 16,6%) costituiscono la zona di frequentazione principale.
Il comportamento del fagiano venerato nei confronti dei predatori è stato ben studiato in Francia da Moynihan (1995). Le femmine adulte battono generalmente in ritirata all'avvicinarsi di un mammifero carnivoro o di un essere umano; tuttavia, quando covano, possono rimanere immobili nel nido o nelle sue vicinanze. Una femmina accompagnata dai piccoli si involerà verso gli alberi contemporaneamente alla prole lanciando un forte richiamo di allarme e i piccoli si avvicineranno alla madre spostandosi pian piano da un ramo all'altro. Un maschio solitario, sorpreso da un predatore terrestre, si dirigerà anch'esso in volo verso gli alberi, ma, aggiunge Moynihan, il maschio di questa specie ha sviluppato altre strategie di difesa piuttosto singolari (molto diverse da quelle del fagiano comune), soprattutto nel caso sia accompagnato da femmine con i piccoli. Pertanto, quando si avvicina un predatore terrestre, esso cerca, il più delle volte, di andargli incontro adottando delle posture intimidatorie, con il corpo abbassato e la coda sollevata o con il corpo eretto con il piumaggio arruffato e le ali pendule. Questo comportamento molto aggressivo è accompagnato da grida. Il maschio tenta quindi di attirare l'attenzione su di lui per creare un diversivo e permettere quindi alle femmine di scappare con i loro piccoli. Hennache e Ottaviani (2006) hanno osservato comportamenti aggressivi unici messi in atto da maschi di fagiano venerato durante la stagione riproduttiva: un maschio, nato in cattività e poi rilasciato nella foresta, attaccava sistematicamente le ruote del piccolo trattore agricolo che attraversava il suo territorio, una zona al limitare della foresta dove era stata installata la voliera di pre-rilascio. In diverse occasioni, riuscì persino ad entrare nella cabina del trattore, le cui portiere erano state rimosse, per attaccare il conducente alle mani o al viso.
Il fagiano venerato vive generalmente in gruppi costituiti, nell'87% dei casi, da due a cinque esemplari, ma sono state osservate anche compagnie più numerose, fino ad un massimo di 13 individui. Questo tipo di aggregazione è stato particolarmente ben studiato da Sun e Zhang (2003) nella riserva di Dongzhai. Questi gruppi possono essere composti da uccelli dello stesso sesso o, più raramente, da uccelli di entrambi i sessi. La maggior parte dei gruppi misti (il 62% dei casi) comprende un unico maschio accompagnato da più femmine. Nel 64% dei casi, i gruppi di maschi comprendono solo due individui e la quasi totalità dei gruppi di sole femmine comprende tre o quattro individui. La struttura dei gruppi cambia in base alle stagioni: gli adulti abbandonano il gruppo al momento della riproduzione, ricongiungendosi ad esso trascorso questo periodo.

### Alimentazione
La dieta del fagiano venerato è costituita da semi di leguminose contenuti all'interno di baccelli (fave e simili), ghiande, semi e gemme, tuberi, radici e cachi selvatici (Diospyros kaki); essa viene integrata con l'aggiunta di qualche insetto e delle loro larve. Grazie agli studi condotti da Wu et al. (1994) nella foresta di Tuoda, nella provincia del Guizhou, sappiamo che la specie si nutre di ghiande di quercia (Quercus, Lithocarpus) e delle bacche di una specie di piracanta (Pyracantha fortuneana), di un cotognastro (Cotoneaster dammeri) e di una rosa canina (Rosa mairei).

### Riproduzione

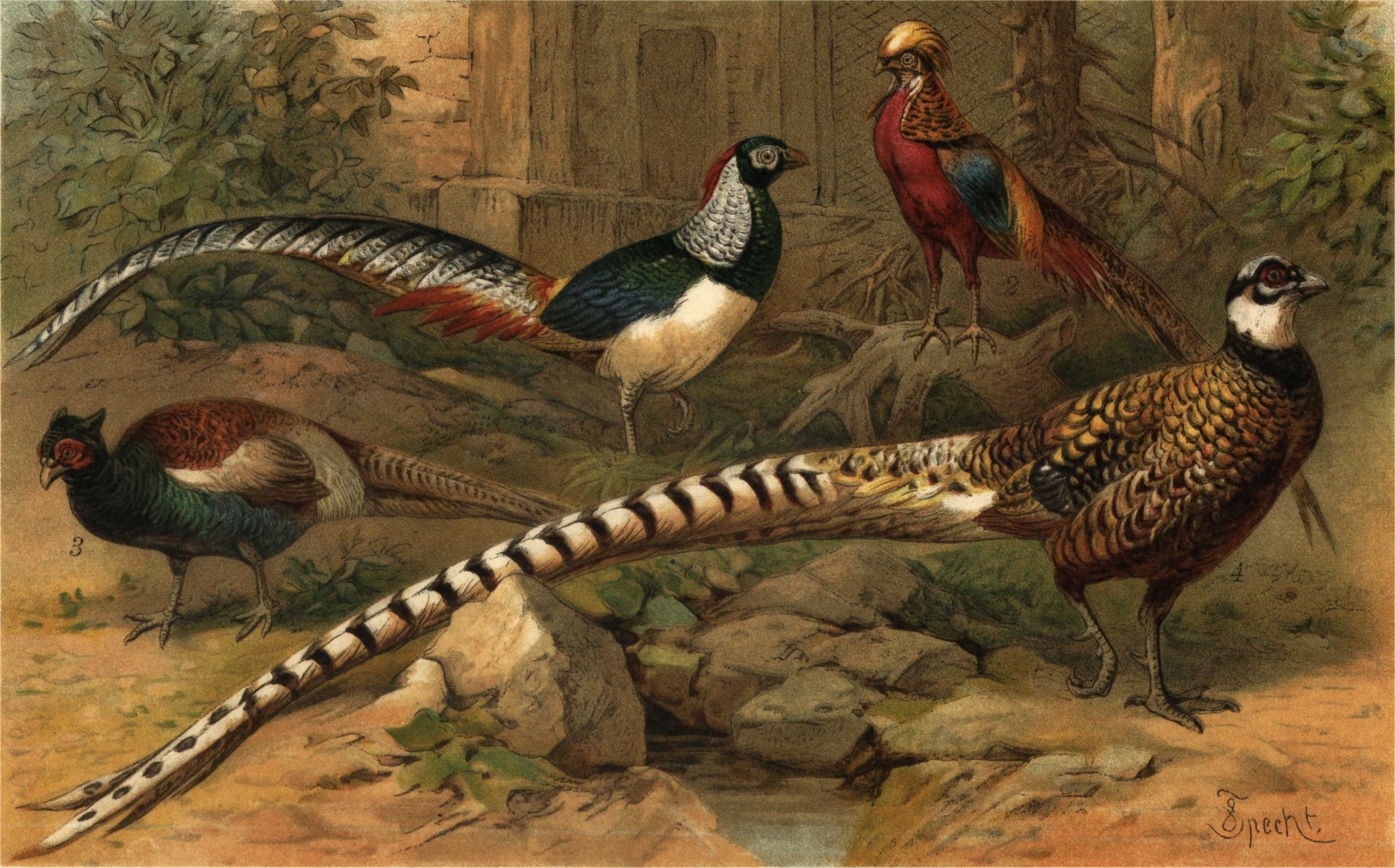
Fagiano venerato (4), fagiano verde (3), fagiano di Lady Amherst (1) e fagiano dorato (2).

La seguente descrizione della parata nuziale è una sintesi basata su informazioni tratte da osservazioni in cattività e da vari documenti grafici e fotografici. Il maschio rivendica il possesso del territorio attraverso dimostrazioni sia visive che sonore. Gonfia considerevolmente il piumaggio e batte freneticamente le ali, con il corpo mantenuto ben eretto e la coda non spiegata posata sul terreno. Questa breve sequenza è seguita generalmente dall'emissione di una serie di fischi acuti e ripetuti che possono essere uditi anche a 200 metri di distanza. Durante la parata nuziale, il maschio si avvicina lentamente alla femmina descrivendo dei cerchi concentrici con fare impettito e fiero e il piumaggio ben rigonfio. Giunto in prossimità della compagna, spinge fortemente il corpo in avanti, tende il collo verso l'alto e spiega e solleva in verticale la lunga coda, la cui punta ricurva ondeggia elegantemente in base ai suoi movimenti. Se, in questo momento, la femmina si scansa, le si mette di fronte e si mette quindi a saltellare in maniera spettacolare e impressionante man mano che si avvicina a lei, talvolta aprendo un'ala in modo da apparire ancora più grande. Bisogna comunque notare che questi salti possono spaventare la femmina e talvolta provocarne la fuga, soprattutto nei momenti iniziali della parata (Hennache e Ottaviani, 2006).
Wu et al. (1993) hanno dimostrato che, nella foresta di Tuoda (provincia del Guizhou), la nidificazione ha luogo da metà aprile a metà luglio e hanno scoperto otto nidi contenenti un numero variabile da sei a nove uova, fino a un massimo di 15. Nel corso di un altro studio (Wu et al., 1994) vennero esaminati 32 nidi: le covate rinvenute erano state tutte deposte tra marzo e luglio e il numero di uova variava da 5 a 10, con una media di 7,7 uova per nido. È quindi possibile che la covata di 15 uova citata in precedenza possa corrispondere a quella di due femmine che avevano deposto nello stesso nido. I nidi sono semplici, situati ai margini della foresta e circondati da cespugli o erbe. Sono costituiti da frammenti di lettiera raccolti intorno al sito di nidificazione e posti in una leggera depressione, profonda in media 7,6 cm. Le dimensioni esterne medie del nido sono di 27×24 cm (Wu et al., 1994).

## Distribuzione e habitat
Il fagiano venerato è originario delle regioni centrali e orientali della Cina (Yunnan orientale, Sichuan, Guizhou, Hunan, Gansu meridionale, Shaanxi, Hubei, Henan, Anhui, Jiangxi), ma è stato introdotto con successo in Repubblica Ceca, Francia, Germania, Austria, Inghilterra e Stati Uniti, Hawaii comprese. Si incontra di preferenza tra 200 e 1000 m (ma talvolta fino a 2000), nelle foreste miste o di conifere costituite da Fagacee, Lauracee, Teacee, Aquifoliacee, Simplocacee o Pinacee con un sottobosco rigoglioso, nonché nelle foreste aperte e ai margini delle foreste temperate e subtropicali (Wu et al., 1994).

## Conservazione
BirdLife International (2004) considera il fagiano venerato come «specie vulnerabile» (Vulnerable). A partire dalla metà degli anni '80, vari ornitologi cinesi hanno intrapreso studi sul campo, anche nel tentativo di proteggere la specie, mentre al Simposio Internazionale della World Pheasant Association, tenutosi a Pechino nel 1989, venne confermato il suo drastico declino. All'inizio degli anni '90, il fagiano venerato era ancora considerato uno dei fagiani più minacciati, avendo perso già quasi la metà del suo areale originario. La deforestazione, che ne riduce e frammenta l'habitat, e la caccia a scopo alimentare e per la raccolta delle piume ornamentali sono le principali cause di minaccia della specie. Nonostante siano state istituite otto riserve naturali, di superficie variabile tra i 30 e i 730 km², la popolazione totale viene stimata a meno di 10.000 individui ed è tuttora in calo.